# Тайпа
Тайпа (кит. 氹仔島; хокло: tiap á tó; с.-кит.: Данцзай) — один из островов Макао. Находится в двух километрах к югу от полуострова Макао и соединён с ним тремя мостами: Дружбы, Губернатора Нобре де Карвальо и Сай Ван. Площадь острова составляет 6,33 км². Административно относится к приходу Богоматери Кармель островного муниципалитета.

## История
Остров Тайпа был освоен китайцами в XII веке. В 1851 году на остров прибыли португальцы и включили его в состав колонии Макао. На протяжении долгого времени остров оставался малозаселённым. В 1974 году был открыт мост Нобри-ди-Карвалью, связавший остров с полуостровом Макао, что способствовало ускорению развития территории.

## Население
На острове проживает около 7 тысяч человек.

## Транспорт
На острове расположены:
- Международный аэропорт Макао
- Морской пассажирский терминал
- Мост Макао — Тайпа (2024)[1]

## Образование
- Университет Макао[порт.]
- Университет науки и технологий[англ.]